# Ernst Rüdiger von Starhemberg
Grev Ernst Rüdiger von Starhemberg (født 12. januar 1638 i Graz, død 4. januar 1701 i Vösendorf nær Mödling) var garnisonschef i Wien i løbet af den anden belejring af Wien i 1683, kejserlig general i det Tysk-romerske rige under den store tyrkiske krig og formand for Hofkriegsrat.
Starhemberg kæmpede i 1660'erne under Raimondo Montecuccoli mod franskmændene og osmannerne.
I 1683 blev han garnisonschef for Wien med færre end 20.000 mand til at forsvare byen mod 100.000 belejrende osmannerne. Den 15. juli 1683 nægtede Starhemberg at kapitulere, idet han regnede med hurtig ankomst af Leopold Is undsætningshær, og styrken af bymuren, der var blevet befæstet efter den første belejring af Wien i 1529.
Da undsætningshæren under Johan Sobieskis ledelse ankom i første halvdel af september, var Wien på randen af sammenbrud, bymuren var blevet brudt af osmanniske sappører, der havde gravet tunneller under murene, pakket dem med krudt og detoneret sprængladninger.
Den 12. september angreb 80.000 polske, tyske, venetianske, bayerske og saksiske tropper osmannerne og besejrede dem i slaget på Kahlenberg.